# أعجمي
الأَعْجَمِيُّ مَن لا يُفصح بالعربية ولا يبيّن بها كلامَه وإن كان عربيَّ النسب. فليس كل عجميٍّ أعجميٌّ ولا كل أعجميٍّ هو عجميٌّ. وفي لسان العرب: «قال الفراء: … تقول: هذا رجل أعجمي إذا كان لا يفصح، كان من العجم أو من العرب.»

## ذكر كلمة أعجمي القرآن الكريم
تم ذكر كلمة "أعجمي" في القرآن الكريم ثلاث آيات فقط وهم:
1. وَلَقَدْ نَعْلَمُ أَنَّهُمْ يَقُولُونَ إِنَّمَا يُعَلِّمُهُ بَشَرٌ ۗ لِّسَانُ الَّذِي يُلْحِدُونَ إِلَيْهِ أَعْجَمِيٌّ وَهَـٰذَا لِسَانٌ عَرَبِيٌّ مُّبِينٌ {١٠٣ النحل}
2. وَلَوْ نَزَّلْنَاهُ عَلَىٰ بَعْضِ الْأَعْجَمِينَ {١٩٨ الشعراء}
3. وَلَوْ جَعَلْنَاهُ قُرْآنًا أَعْجَمِيًّا لَّقَالُوا لَوْلَا فُصِّلَتْ آيَاتُهُ ۖ أَأَعْجَمِيٌّ وَعَرَبِيٌّ ۗ قُلْ هُوَ لِلَّذِينَ آمَنُوا هُدًى وَشِفَاءٌ ۖ وَالَّذِينَ لَا يُؤْمِنُونَ فِي آذَانِهِمْ وَقْرٌ وَهُوَ عَلَيْهِمْ عَمًى ۚ أُولَـٰئِكَ يُنَادَوْنَ مِن مَّكَانٍ بَعِيدٍ {٤٤ فصلت} [2][3]